# Rhinolophus luctoides
Rhinolophus luctoides — вид рукокрилих родини Підковикові (Rhinolophidae).

## Етимологія
Назва luctoides вибрана тому, що цей вид зовнішньо дуже схожий на Rhinolophus luctus.

## Морфологія
Кажан середнього розміру, з довжиною передпліччя між 58 і 65 мм, маса тіла від 21.7 до 32.2 грама. Хутро довге й пухнасте. Загальний колір тіла варіюється від темно-коричневого до сірувато-коричневого з кінчиками сивого волосся. Хвіст довгий і повністю включені у велику хвостову мембрану. Каріотип, 2n = 32. Видає ультразвук з постійною частотою 42 кГц.

## Поширення
Цей вид відомий тільки в центральних гірських районів півострова Малакка.
Живе в тропічних діптерокарпових лісах між 600 і 1400 метрів над рівнем моря.

## Звички
Харчується комахами.